# Frédéric Geille
Le colonel Frédéric Cyrille Jules « Fred » Geille (Brest, 19 novembre 1896 - Saint-Germain-en-Laye, 21 juillet 1976) est un militaire français. Il est considéré comme le « père des paras français » et l'inventeur des chuteurs opérationnels.

## Biographie
Ses études aux Beaux-arts de Rennes sont interrompues par la Première Guerre mondiale. Incorporé en 1914 au 41e régiment d'infanterie (régiment de la Reyne), il y combattra et y obtiendra sa première citation. Il y commencera en tant que soldat et y finira sous-lieutenant. Il intègre l'Aéronautique militaire en 1917 et se distingue en 1918 en réussissant des missions délicates autant que périlleuses au-dessus des lignes ennemies. C'est à cette époque qu'il effectue son premier vol d'expérimentation de parachute. À la fin de la guerre, il reste dans l'Aéronautique militaire. Il est promu capitaine en 1927.
De 1931 à 1935, il est pilote à la 2e escadre de chasse, située sur la base aérienne 122 Chartres-Champhol.
En 1935, il suit un stage de moniteur parachutiste en Union soviétique. De retour en France, il organise à Pujaut, non loin d'Avignon, le centre d'instruction de parachutisme de l'Armée de l'air dont il prend le commandement. C'est grâce à ce centre d'instruction que naît à Reims le 1er avril 1937 le 601e G.I.A., l’une des deux premières unité parachutiste de l'Armée de l'air constituée sur le modèle de ce qui existait alors déjà dans quelques pays (en Union soviétique et en Allemagne notamment). Le 602e Groupement d’infanterie de l’Air est quant à lui basé en Algérie. La mission confiée à ces deux unités est « [de] transporter par avion et [de] débarquer par parachute, en territoire ennemi, des détachements d’infanterie ». Le 27 février 1939, le 601e G.I.A. quitte toutefois la base aérienne de Reims pour rejoindre le 602e G.I.A. sur le terrain d’Alger-Maison Blanche.
Promu commandant en 1937, il réalise deux records la même année : celui du saut à l'arraché de trente-cinq mètres de hauteur et celui de douze sauts en une heure et quarante-cinq minutes.
Il revient alors comme pilote de chasse à la 2e escadre de chasse, sur la base aérienne 122 Chartres-Champhol, comme commandant de l'une des escadrilles. Son brevet de moniteur parachutiste, le premier en France, est homologué en février 1939.

### Seconde Guerre mondiale
En 1940, le commandant Geille exécute avec succès la première attaque aérienne au sol d'engins blindés. Le 13 juin 1940, il est abattu. Son appareil, un Curtiss H75, est en flammes ; grièvement brûlé, il sauve sa vie in extremis en sautant en parachute. La veille, il avait dû faire un atterrissage forcé après avoir été descendu par l'artillerie antiaérienne allemande.
Le 25 décembre 1940, à peine rétabli, il prend le commandement du 3e Groupe de la 6e Escadre basée à Alger. Il le quitte après les combats de Syrie le 15 novembre 1941, date à laquelle il est nommé lieutenant-colonel. Il commande pendant un an la base aérienne de Ouakam (aujourd'hui au Sénégal), puis est placé en non-activité par le gouvernement de Vichy.
Rappelé en activité, il est nommé colonel le 25 juin 1943 et prend le commandement du 1er Régiment de chasseurs parachutistes à Fez le 1er juillet 1943.
Affecté à l'État-major général de l'Armée de l'air le 25 novembre 1944, il est chargé de deux tâches importantes : 
- créer à Valence un dépôt de personnel de troupes aéroportées où seraient entraînés au saut et au combat du personnel nécessaire à créer une division de parachutistes ;
- créer puis commander un groupement d'écoles du personnel navigant dans le sud-ouest de la France.

### L'après-guerre
La fin de la guerre en Europe arrête ses travaux. Atteint depuis deux ans par la limite d'âge du personnel navigant, et, bien que maintenu dans le corps des officiers de l'air à titre exceptionnel, le colonel Geille sollicite et obtient d'être mis en congé du personnel navigant le 18 mai 1945. Il quitte définitivement l'Armée de l'air le 19 mai 1950.
Quelques années après, le colonel Frédéric Geille prendra la suite des colonels Pierre-Louis Bourgoin et Bernard Dupérier. Il sera fondateur en 1949 de la Fédération nationale des parachutistes français, à l'origine de la Fédération française de parachutisme et de l'Association nationale des anciens parachutistes.
Il est titulaire de huit citations dont deux au titre de la guerre 1914-18, une au titre de l'armée polonaise et cinq au titre de la guerre 1939-45. Il s'est vu, de plus, décerner trois témoignages de satisfaction. Il était aussi titulaire de deux victoires aériennes remportées le 16 mai 1940 et le 8 juin 1940.
Les trois unités qu'il a commandées – les groupes III/2, III/6 et le 1er R.C.P. – ont été brillamment citées au cours de la Seconde Guerre mondiale et le rôle qu'il y tint, en tant que chef, particulièrement souligné.

## Distinctions
- Commandeur de la Légion d'honneur
- Croix de guerre 1914-1918 2 citations
- Croix de guerre 1939-1945 5 citations
- Croix de guerre des Théâtres d'opérations extérieurs
- Médaille interalliée 1914-1918
- Croix du combattant volontaire 1914-1918
- Médaille de vermeil de la Société d'encouragement au progrès
- Croix de la vaillance polonaise 1 citation
- Chevalier de l'ordre Polonia Restituta
- Commandeur de l'ordre du Ouissam alaouite chérifien

## Hommages
Un quartier de la base aérienne 115 Orange-Caritat porte le nom de tradition « Geille ».
La base aérienne 160 Dakar-Ouakam au Sénégal porte également le nom du Colonel Frédéric Geille : c’est une base aérienne de l'Armée de l'air française, située dans la partie militaire au sud de l'aéroport international Léopold-Sédar-Senghor dans la commune de Ouakam, à Dakar, au Sénégal. Elle est fermée depuis le 31 juillet 2011[1]. Les Forces françaises du Cap-Vert (FFCV) ont été dissoutes et les Éléments français au Sénégal (EFS) créés.